# G.55战斗机
菲亚特 G.55“人马座”（義大利語：Fiat G.55 Centauro）是二战时期的单引擎单座战斗机，该机于1943-1945年在意大利皇家空军及意大利共和国空军服役。由菲亚特位于都灵的工厂设计并制造生产。
菲亚特G55被认为是意大利5系列（serie5）战斗机中最杰出的型号之一。其装备了戴姆勒-奔驰DB605引擎，这一引擎还装备了包含Re.2005，MC.205等其他義大利的战斗机。1943年9月8日后，在菲亚特 G.55“人马座”为意大利共和国短暂的作战服役期间，其牢固和高速的性能向世人证明了它是一架杰出的高空截击机。在战争的最后一年里，它在意大利北方空战中經常與英国的喷火、美国的野马、P47和P38闪电對戰。但是直到大戰結束以前，這一款戰鬥機僅僅生產了大約300架左右。

## 研发
在1939年，所有的意大利主要的飞机制造厂都开始设计新一系列的战斗机，这些新型战斗机采用了水冷V型引擎，这与二战初期意大利战斗机使用星形风冷引擎恰恰相反。这就促使了第一代装备了意大利仿造戴姆勒-奔驰DB601引擎战斗机的诞生，这些飞机被称为1/2系列，其中最为著名的代表就是马基MC.202闪电。然而这一些列新战斗机诞生直到1941年并未结束。设计师们将他们的注意力转移到新的DB605引擎上。菲亚特设计师朱塞佩-加布里奥利在试验菲亚特G.50战斗机中一个装备DB601引擎新型号战斗机时，开始了一个装备DB605引擎战斗机的新设想。
第一架G.55原型机在1942年4月30日试飞，飞行员是瓦伦蒂诺-库斯指挥官，G.55立刻展现出良好的机动性和战斗机特性。G.55的机鼻装备了一门MG151/20 20mm机关炮，备弹200发，另外四挺12.7mm布莱达-萨法特机枪中，两挺装备在引擎罩上方，另两挺装备在较低的位置，在Sottoserie O的机身内，每挺备弹300发。这样的布局立刻产生了问题，位于引擎罩较低位置的机枪不仅重新装填还是维护都发生了困难，因此在G.55后期生产系列型号中，与原先的1系列不同，这两挺机枪被移除，取而代之的是装备在两侧机翼的MG151/20 20mm机关炮。
这架原型机飞往圭多尼亚，在那里它与被称为5系列之一的马基MC.205还有利亚RE.2005进行对抗试验。在试验中G.55表现力压群雄获得第一，它赢得了意大利皇家空军的招标。马基MC.205虽然在中低空的速度和操控性略胜一筹，但是在8000米以上其性能迅速下滑，尤其是操控性。RE.2005在高空中速度最快，但是受制于其结构的脆弱。而G.55原型机在7000m高度，满装情况下，飞出了620km/h的时速，虽然比预期要慢些，但是它牢固的结构、在任何高度下相比最为杰出的操控性和稳定性弥补了这些不足。G.55飞行员唯一负面评价是起飞时會有向左偏航的现象。这一现象可以通过水平尾舵的轻微调整而抵消引擎的扭矩。

## 制造
在1943年初，盟军在上空的突袭轰炸显示意大利已经没有适用的高空战斗机能与之抗衡。马基MC.202系列的战斗高度没有达到轰炸机一般的飞行高度8000米，而且MC.202装备的两挺12.7mm机枪对于美国轰炸机来说火力极其贫弱。然而作为5系列战斗机的G.55，由于拥有较大的翼展面积，其高空战斗能力卓越。同样其火力强劲，弹药充足（G.55机头炮有250发20mm炮弹，而RE.2005僅有120发），足以击落美国轰炸机。
意大利皇家空军发出了1800架G.55的订单，后来增加到2400架。一批34架样本的预生产任务下达了，这些飞机几乎都是原型机，因此拥有最少的改良性能的变动。他们存在不同的武器布局，如前面提到的，两挺地位置的机枪被移到了机翼内。34架中只有19架样品机被生产，6架在工厂中被修改为1系列标准。
生产型被命名为1系列，标准装备为3门20mmMG 151/20机关炮和两挺12.7mm布莱达-萨法特机关枪，另外在机翼下增加了两个挂架，每个可以挂载一枚160kg炸弹或者100L的副油箱。1943年9月8日意大利停战，所有的35架G.55都已经被转移了，包括三架原型机。它们中只有一架飞回了南意大利，加入意大利同盟国空军。
另外一架G.55，编号MM.91150在1944年夏天被盟军获得，其试飞员赛拉菲诺-安格斯蒂尼与一名潜逃的英国皇家空军战俘一起叛逃，英国上尉坐在试飞员的膝盖上。这架G.55被皇家空军接管后于1945年3月17日送到了英国Tangmere的战斗机试验中心，运送的货号是VF204，被存放在福特的仓库内，之后就没有了下落。其他的G.55加入了意大利共和国空军，这支空军是意大利法西斯政权领导人墨索里尼在德国帮助下建立的。直到现在仍然无法得知究竟有多少G.55被德军或者意大利共和国空军取得。大约有18架被意大利共和国空军征用，另有12到20架（但是根据一些官方报道42架）被德国空军获得。在都灵的菲亚特工厂被德军控制，继续生产了6个月，直到1944年4月25日，工厂被轰炸严重破坏（15架G.55被摧毁，还有一些三引擎的G.12运输机，BR.20轰炸机和CR.42低空攻击机，这些飞机都是德国空军要求生产的），但是仍然有164架G.55完成制造，其中97架是在意大利停战后制造的，并且加入了意大利共和国空军。根据德国控制委员会的建议，生产被分散到蒙菲拉多等小城市，部件生产被安排到诺瓦拉的CANSA和维切利的AVIA进行。各部件最终被安排到都灵工厂进行组装，在那里将被试飞员瓦伦蒂诺-库斯、罗兰迪、阿格斯蒂尼和卡泰拉进行试飞。生产进展非常缓慢，并且1944年9月德国官方停止了生产。当工厂被盟军占领时，总计有148架G.55被移交意大利共和国空军，当盟军占领工厂时，37架以上样机已经完成，73架不同完成度的G.55仍在生产线上。

## 战史
第一架被发现参与实战的G.55是第三架原型机。1943年3月21日，该机配属基地位于罗马-切姆平诺的20°中队, 51° Stormo (wing) CT，用于实战评估。在5月，G.55跟随该中队前往卡波泰拉，1943年6月5日，卡利亚里上空G.55迎来了其第一次实战考验，对抗盟国攻击撒丁岛的机群。而另两架预生产系列G.55分别于1943年4月10日和5月升空作战。六月初到八月，它们被分配到353°Squadriglia（类似于德国空军的staffel编制）CT，基地位于佛林格诺，翁布里亚，期间该部队调动了9架以上的战机。到6月，第一架“系列1”G.55被分配到了位于佩鲁贾附近，佛林格诺的51°中队，但是在7月，11架G.55被转移到353°Squadriglia，这支部队已经接管了一些预产型G.55，用于罗马-切姆平诺南方空域的作战。353°Squadriglia
指挥官是Egeo Pittoni上尉，参加过多次截击美国轰炸机编队的任务，但是由于罗马宣布为“不设防城市”的时候，飞行停止了。
8月27日351°Squadriglia和352°Squadriglia离开了撒丁岛，抵达佛林格诺换装G.55。但是在9月8日G.55仍未送达。9月的第一个星期，12架G.55已经配属372°Squadriglia，隶属位于托里诺-米拉菲奥里的153中队。在停战日，1943年9月8日，意大利皇家空军获得了35架G.55。只有一架飞往南意大利，接受了同盟国意大利空军的邀请，向盟军投降。德国空军和意大利共和国空军获得G.55的具体日期仍然不明。大约有18架被意大利共和国空军获得，另12-20架甚至42架（根据某些记录）被德国空军获得。G.55进入意大利共和国空军服役后，G.55的订单达到了500架，其中300架是1系列，另200架是二系列，装备了5门20mm MG 151/20机关炮，没有装备机枪。只有其中的148架被运送到意大利共和国空军，由于G.55的生产数量萎缩，意大利人只好用BF109G系列战斗机来装备部队，由于装备了各种落后型号的战机，即便意大利飞行员更喜爱G.55，由于生产的取消，G.55变得极其稀少。
意大利共和国空军拥有两个战斗机中队，第一中队从1943年12月到1944年5月，起初装备了马基MC.205战斗机，到1944年6月再次换装G.55系列1战斗机，直到1944年12月装备BF109G。第二中队主要装备了G.55，其中70架在1943年12月至1944年8月服役，之后逐渐被BF109G所取代。
第一支装备G.55的意大利共和国空军部队是Squadriglia Montefusco，时间是1943年12月，直到1944年3月29日，这些飞机一直在皮埃蒙得区作战，之后这支部队被编入第一中队，转移到威尼托。第二中队，拥有三支Squadriglia（第四Gigi Tre Osei，第五Diavoli Rossi，第六Gamba di Ferro），1944年4月前在米兰到瓦雷泽作战，然后被转移到帕尔马和帕维亚，然后再次被部署到Lake Garda（布雷西亚和维罗纳）。

## 德国对G.55的兴趣
1942年12月，意大利皇家空军与德国空军根据技术协定在Rechlin测试了一些德国飞机。这次测试是轴心国空军飞机生产标准化的一个组成部分。同时，一些德国军官参观了圭多尼亚，在那里他们对于5系列战斗机的表现尤其注意。在12月9日，这些对于5系列战斗机的印象在德国空军会议上进行讨论，同样也引起了赫尔曼-格林的兴趣。1943年2月，德国试验委员会被派到意大利评估意大利飞机性能。委员会由Oberst Petersen领导，全部由德国空军军官和飞行员，技术人员组成，其中包括Flugbaumeister Malz。德国人同样也带来了他们的几架新飞机，一架FW190A5和一架BF109G4，用于在纏鬥中直接对比。
试验于1943年2月20日开始。德国委员会对G.55的印象尤其深刻。总体上，所有的5系列战斗机在低空的表现都非常出色，但是在高空G.55的速度和爬升性能、卓越的操控性均与德国对手不相上下。对于G.55，德国委员会最终的评价是“卓越excellent”，对于Re.2005的评价是“较好good”，对于MC.205的评价“一般average”。Oberst Petersen将G.55定义为“轴心国最好的战斗机”，立刻向格林发报。在听取了Petersen, Milch 和 Galland的推荐后，格林于1943年2月22日召开会议，投票同意在德国生产G.55。
德国人的兴趣，一部分来自于良好的测试结果，同样来自于他们在G.55和Re.2005上所看到的发展潜力，尤其是G.55，它更大更重而且被认为是新型DB603引擎的极好候选人，这种引擎对于BF109系列的框架来说太大了。另外，意大利人1943年3月和5月在德国柏林和Rechlin也进行了参观。G.55再次在由Milch安排在Rechlin进行测试。加布里埃利和其他菲亚特人员也应邀参观德国的飞机工厂，并且参与飞机革新的讨论。德国制造的G.55/2系列拥有DB603引擎，5门20mm机关炮和增压驾驶舱。由于建议在机翼内安装20mm机炮，使得每侧机翼内只能安装一门机炮，这也促使G.55系列1最终形态的产生，当DB603引擎成功安装后，这架飞机就成为了G.56的原型机。由于德国对于G.55的持久热情，德国空军接收了三架完成的G.55/0框架（MM 91064-65-66)用于评估，并测试假设三台DB603引擎安装后情况，以及测试德国产机械安装由意大利其他流水线许可生产的DB605引擎后的情况。其中两架德国的G.55仍然留在都灵意大利飞机厂，在那里他们使用德国和意大利资产的引擎，用于研究制定改进和修改生产工艺方案。后来这两架飞机改装为系列1并移交意大利共和国空军。第三架被运到了Rechlin，用于在德国的测试和试验。DB603引擎被用于制造G.56额原型机。
对于G.55的热情在意大利停战后仍然很高：1943年10月，Kurt Tank在Rechlin率先亲自驾驶G.55，对该机高度评价后在都灵讨论对G.55的生产。然而战事和并不乐观的生产流程成为了G.55的主要问题，这些问题使得G.55逐渐被德国空军放弃。早先生产的G.55需要大约15000工作小时，即使这一标准经评估后可降低到9000小时，但德国工厂却能用5000小时生产一架BF109。DB603最终被安装在Tank自己的Ta-152C中。

## 鱼雷战斗机
伴随着战争早期的一系列胜利，意大利皇家空军的三引擎马歇蒂SM.79食雀鹰中型鱼雷轰炸机在地中海对盟国船只造成了重大损失。在1942年后期，面临着盟军战斗机和对空防御的不断升级，食雀鹰已显得老态龙钟。这导致了军方上层探索使用战斗机进行鱼雷攻击的设想。一架从意大利海岸起飞的战斗机的航程为300-400公里，这将使得意大利战斗机能够携带鱼雷做高速攻击，并且避开敌军的战斗机，甚至在鱼雷攻击后与敌机格斗。
菲亚特受命研制一种G.55的变型机，用于携带680公斤“白头”鱼雷，这是一种较短但是更为复杂的鱼雷，这种鱼雷曾是SM.79食雀鹰的标准装备。但是随着一种包括鱼雷搭载能力为设计标准的新型G.57的研发，所有在G.55上类似于鱼雷搭载的工作被搁置了。
后来随着G.57项目流产，留给意大利空军的是持续不断地对于SM.79替代机型的需求，于是意大利工程师们再次担负起将G.55改装成鱼雷战斗机角色的任务。一架成品G.55（军队编号MM.91086）被改装为能搭载一枚920公斤，5.46米长鱼雷的战斗机。它的发动机液冷型散热器位于机腹下，在驾驶室下方，并被一分为二，以便在中间开出一个90cm长的狭缝，在狭缝内安装了两个挂架，用于携带鱼雷。尾轮枝干被延长并安装了加固减震器，一个防护筒被加装在尾轮前。两挺布莱达-萨法特12.7mm机枪被去除，剩下三门20mm机关炮作为固定武备，重量为2600-4100公斤。
这种变型机被命名为G.55S型，于1944年8月试飞，并于1945年1月顺利完成试验。虽然增加了笨重的鱼雷负载，但是它的性能依然良好，操控力也尚可。意大利空军下达了10架样机的预生产任务，整个S型订单为100架，但是随着战争的结束，生产也终止了。G.55S的原型机留存到战争结束，后来被改装回系列1标准，并成为了战后移交给新组建的意大利空军的第一架G.55战斗机。

## Specifications (G.55/I)
参考资料："Centauro - The Final Fling"
基本信息
- 机组：1

性能
- Climb to 7,000 m (22,970 ft): 8.57 min

武器

G.55 Serie 0:
- 1 × 20 mm Mauser MG 151/20 cannon, engine-mounted (250 rounds)
- 4 × 12.7 mm (.5 in) Breda-SAFAT machine guns, two in the upper engine cowling, two in the lower cowling/wing roots (300 rpg)

G.55 Serie I:
- 3 × 20 mm MG 151/20s, one engine-mounted (250 rounds) and two wing-mounted (200 rpg)
- 2 × 12.7 mm Breda-SAFAT machine guns in the upper engine cowling (300 rpg)
- Provision for 2 × 160 kg (353 lb) bombs on underwing racks (N.B. Egyptian and Syrian aircraft used Machine guns in the wings instead of cannon)